# Середньобіле
Середньобі́ле (рос. Среднебе́лое) — село в Росії, Івановському районі Амурської області. Населення — 1079 осіб (2014). Адміністративний центр — Новоівановського сільського поселення, якому крім села Середньобіле, підпорядковане село — Польове, що нараховує 69 жителів (2014).

## Географія
Село розташоване на річці Біла (170 км), лівій притоці Зеї (за ~40 км від гирла, впадіння Білої в Зею), за 35 км на північ від районного центру Івановка та за 58 км на північний схід від обласного центру Благовєщенськ. Сполучення з районним центром автомобільне, з обласним — автомобільне та залізничне.

## Населення
| 2002 | 2010  | 2012  | 2013  | 2014  | 2015 | 2016 |
| ---- | ----- | ----- | ----- | ----- | ---- | ---- |
| 857  | ↗1711 | ↘1351 | ↘1173 | ↘1079 | ↘974 | ↘857 |
| 2017 | 2018  |       |       |       |      |      |
| ↘758 | ↘716  |       |       |       |      |      |

## Господарська діяльність
Основна сфера зайнятості населення — сільське господарство: виробництво продукції рільництва та тваринництва. Селянсько-фермерські господарства спеціалізуються в основному на вирощувані зернових культур та сої.
На околиці села, за 2 км на південний-схід, проходить автомагістраль М58 «Амур» (Чита-Хабаровськ).

## Історія
Навесні 1917 р., на хвилі революційних перетворень у селі виникла Українська громада. Про це повідомляла київська газета "Народня воля".

## Відомі люди

### Народилися
- Володимир Биковський (нар. 1947) — заступник міністра Міністерства України у справах сім'ї та молоді (1997–1999), заслужений працівник освіти України.[15]
- Дмитро Мерзлікін (нар. 1984) — український військовик-артилерист, майор, командир батареї, учасник російсько-української війни 2014—2017 рр.